# نبویشا میلیچیچ
نبویشا میلیچیچ لکیچ (صربی: Nebojša Miličić Lekic؛ زادهٔ ۱۶ سپتامبر ۱۹۵۹) مربی فوتبال اهل صربستان است که از سال ۱۹۹۳ در سمت‌های مختلف فنی از جمله سرپرست، دستیار سرمربی و مدیر فنی با باشگاه‌های مختلفی از جمله رئال مادرید، اتلتیکو مادرید و قایرات همکاری داشته‌است.
از جمله سرمربیانی که وی سابقه دستیاری آن‌ها را دارد می‌توان به خوان آنتونیو آنکوئلا، خوزه بوردالاس، لوپز مونیس، کوسمین کونترا و منولو دیاز اشاره کرد.
در دی ۱۳۹۸ پس از انتخاب فرهاد مجیدی به عنوان سرمربی استقلال، لکیچ به عنوان یکی از دستیاران وی معرفی شد.